# 市河彦太郎
市河 彦太郎（いちかわ ひこたろう、1896年（明治29年）9月2日 - 1946年（昭和21年）4月1日）は、日本の外交官。駐イラン公使。

## 経歴
静岡県の市河彦三の子として生まれる。市河家は沼津の大地主で豪商。静岡県立沼津中学校（現静岡県立沼津東高等学校）、第一高等学校を経て、1920年（大正9年）、東京帝国大学法学部政治学科を卒業。フィンランド公使館一等書記官、外務書記官・文化事業部第三課長、同第二課長を歴任。1940年（昭和15年）12月、駐イラン公使に就任した。
1946年4月1日、第22回衆議院議員総選挙に立候補した森田豊寿の応援演説中に、我入道公会堂において脳溢血のため死去した。
沼津中学時代の後輩芹沢光治良の『人間の運命』に登場する主人公森次郎の親友・石田のモデルであるとも言われる。
父方叔母の夫に林市蔵、妹の夫に九鬼紋七 (九代目)。妻は広田理太郎の次女。加藤シヅエは妻の姉。妻側の遠縁に鶴見祐輔、後藤新平などがいる。